# 2570 Porphyro
2570 Porphyro eller 1980 PG är en asteroid i huvudbältet som upptäcktes den 6 augusti 1980 av den amerikanske astronomen Edward L.G. Bowell vid Anderson Mesa Station. Den är uppkallad efter en karaktär i The Eve of St. Agnes av den brittiske poeten John Keats.
Asteroiden har en diameter på ungefär 24 kilometer.